# ان‌جی‌سی ۷۸۳۷
ان‌جی‌سی ۷۸۳۷ (انگلیسی: NGC 7837) یک کهکشان مارپیچی است که در فاصله ۴۷۰ میلیون سال نوری از زمین در صورت فلکی ماهی قرار دارد. این کهکشان توسط ستاره شناس آلبرت مارت در ۲۹ نوامبر ۱۸۶۴ کشف شد.